# تقنيات منزلية
التقنيات المنزلية هو مجال يدمج العلوم التطبيقية في المنزل وله جوانب مختلفة.المستوى الأول يتناول الأجهزة المنزلية والأتمتة المنزلية وغيرها من الأجهزة المستخدمة في المنزل مثل مجففات الملابس و الغسالات. على مستوى آخر تتناول  التقنية المنزلية موضوع استخدام العلوم التطبيقية لتحقيق محدد مثل زيادة كفاءة الطاقة أو الاكتفاء الذاتي. 

## قائمة التقنيات المستعملة في المنزل
- تكييف الهواء
- التدفئة المركزية
- التنظيف
  - مجفف الملابس
  - مكنسة
  - غسالة الصحون
  - اجتماع
  - بالوعة
  - دش
  - حوض استحمام
  - مكنسة كهربائية
  - غسالة
- الكمبيوتر
  - حاسوب شخصي
- إعداد الطعام
  - الشواء
  - صانع الخبز
  - خلاط
  - صنبور
  - الطعام المعالج
  - فرن ميكروويف
  - خلاط
  - الفرن
- تخزين المواد الغذائية
  - عبوة الصفيح
  - تعليب
  - ثلاجة
- صيانة الأرض
  - أدوات الحديقة
  - بخاخ الطلاء
- آلة الحياكة
- السباكة
- توليد الطاقة
  - الخلايا الشمسية
  - طاحونة
- هاتف
- نافذة

## وصلات خارجية
- ICS 97.040.30 المحلية التبريد الأجهزة